# Station Deto
Station Deto (Japans: 出戸駅,  Deto-eki) is een metrostation in de wijk Hirano-ku in Osaka, Japan. Het wordt aangedaan door de Tanimachi-lijn. Het station had een tijd lang ‘Nagayoshi’ als bijnaam, totdat men deze naam reserveerde voor een nog aan te leggen station, waarna de naam officieel in Deto veranderde.

## Treindienst

### Tanimachi-lijn(stationsnummer T34)
| 1 | ■ Tanimachi-lijn | richting Yao-Minami                                     |
| 2 | ■ Tanimachi-lijn | richting Tennōji, Higashi-Umeda, Miyakojima en Dainichi |

## Geschiedenis
Het station werd in 1980 geopend.

## Overig openbaar vervoer
Er bevindt zich een busstation nabij het station.

## Stationsomgeving
- Daiei (warenhuis)
- Nagayoshi-park

Dainichi · Moriguchi · Taishibashi-Imaichi · Sembayashi-Omiya · Sekime-Takadono · Noe-Uchindai · Miyakojima · Tenjimbashisuji Rokuchōme · Nakazakicho · Higashi-Umeda · Minami-Morimachi · Temmabashi · Tanimachi Yonchōme · Tanimachi Rokuchōme · Tanimachi Kyūchōme · Shitennōji-mae Yūhigaoka · Tennōji · Abeno · Fuminosato · Tanabe · Komagawa-Nakano · Hirano · Kire-Uriwari · Deto · Nagahara · Yao-Minami